# Anna Clementia

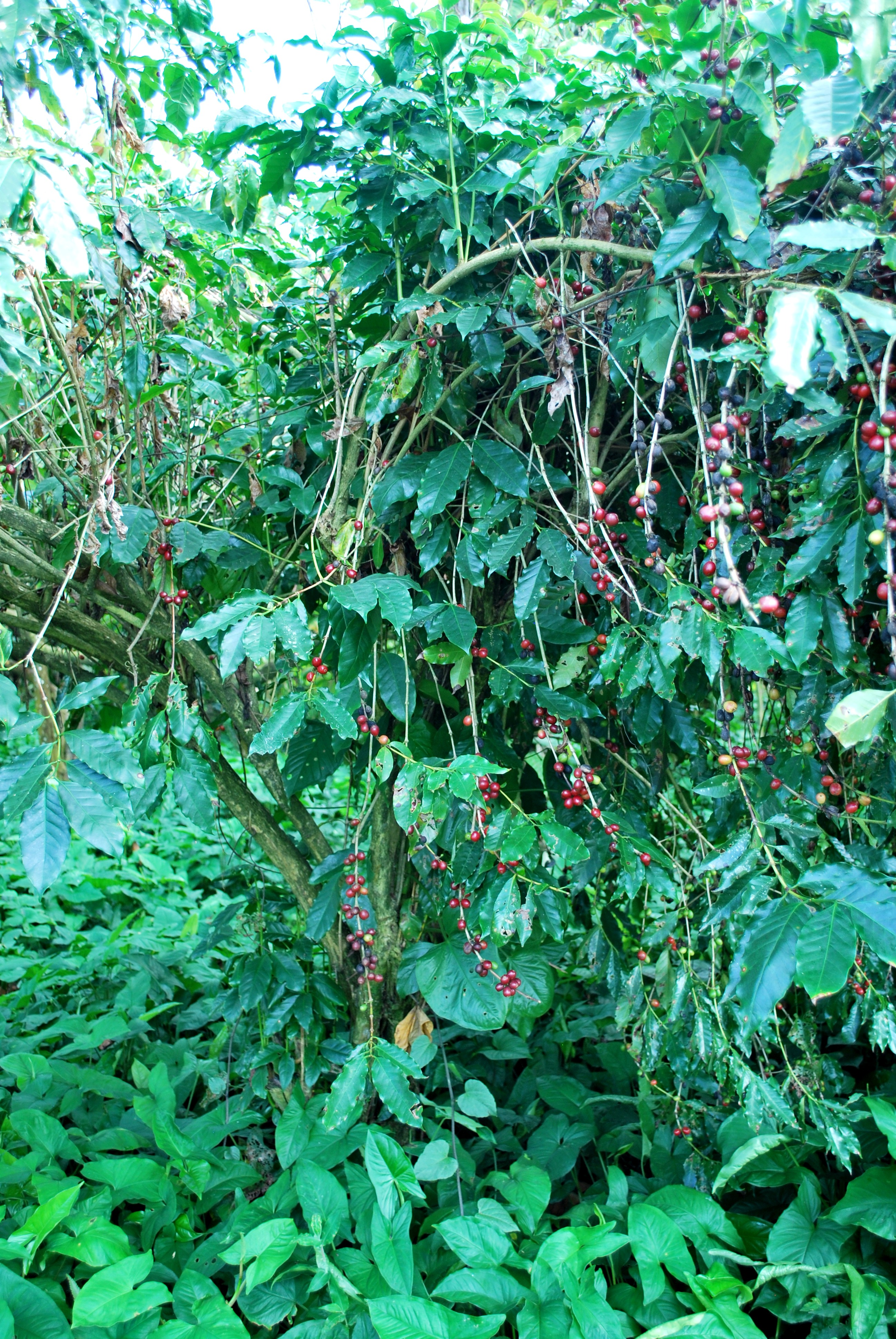
De koffieplant

Anna Clementia is een voormalige koffieplantage aan de Canje-rivier in de Nederlandse kolonie Berbice (in het huidige Guyana).
De plantage was 750 akkers groot (circa 325 hectare) en met een productie van ruim 530.000 pond koffie een van de belangrijkste koffieplantages in Berbice. Ze was gelegen (althans in 1830) tussen de plantages Philadelphia en Bleijendaal.

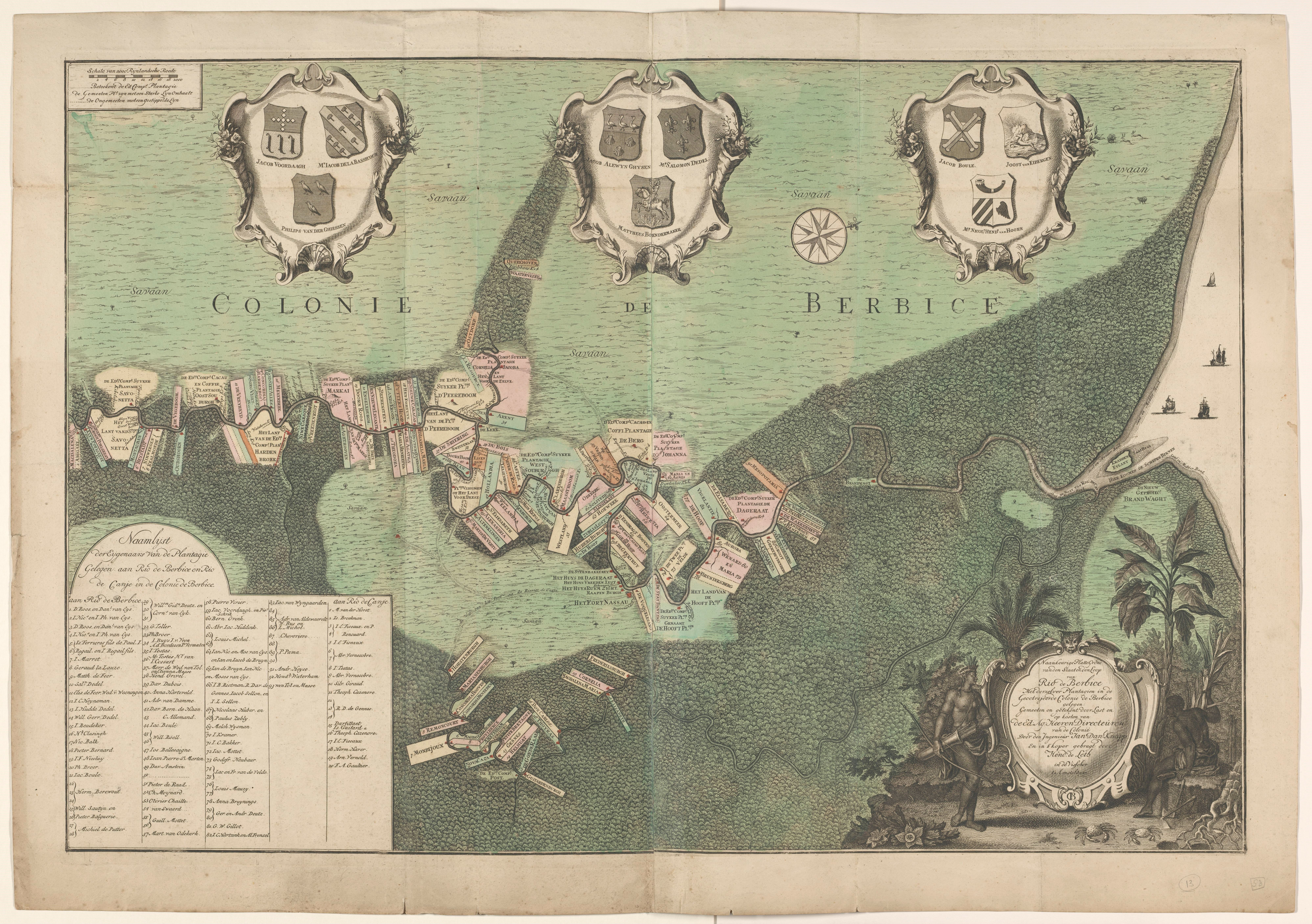
De WIC-kolonie Berbice, met daarop aangegeven 113 plantages langs de rivieren Berbice (bovenste) en Canje (onderste), waaronder koffieplantage 'Elisabeth'. Linksonder een naamlijst van eigenaren. Cartograaf Jan Daniël Knapp, Amsterdam, 1742

## Nederlandse tijd
In 1742 was de eigenaar 'Herm. Haver'. Toen heette de plantage nog 'Elisabeth Adriana'. 
In 1775 kocht de Amsterdamse koopman Hendrik Hoffham de plantage en gaf deze de naam 'Anna Clementia', naar zijn echtgenote Anna Clementia Crop. Na het overlijden van Hendrik in 1785 kocht Anna de plantage over -zij waren immers buiten gemeenschap van goederen getrouwd. In 1793 waren op Anna Clementia 137 slaafgemaakten te werk gesteld.
Bij Anna's overlijden werd de plantage verdeeld over verschillende erfgenamen. Een van hen verkocht zijn aandeel in 1795 aan Willem Scholten, chirurgijn in dienst van de kolonie. Hij handelde in slaafgemaakten en, via zijn broer in Amsterdam, ook in in hout. Als Willem in 1799 aan rotkoorts overlijdt keert zijn vrouw, Wilhelmina Pronck, terug naar Nederland, waarbij ze interim-gouverneur Jan de Vrij machtigt de plantage te beheren. Anna Clementia telde op dat moment 170 'dienstbare werckende slaven'  en 12 'huisslaven' . Aan één van hen, de mulattin Carolina, heeft Wilhelmina later manumissie verleend. Een andere huisslaaf, Avance, begeleidde Wilhelmina's 19-jarige zoon in 1800 terug naar Nederland. Hij startte een opleiding aan de Latijnse school in Amsterdam. Met het familiekapitaal uit De West zou deze Jan-Pieter Scholten van Gansoijen grootgrondbezitter worden in Waalwijk. Vanwege weerstand bij de lokale bevolking slaagde hij er echter niet in, ondanks meerdere pogingen, schepen te worden in De Langstraat.

## Britse tijd
Vanaf 1804 was Berbice de facto Brits, maar Nederlandse plantage-eigenaren werd niets in de weg gelegd. 
In 1818 was de eigendomssituatie als volgt: 
Erfgenamen van Pieter Engelen, Amsterdam (1/4e deel); 
Hendrik Elzer, Amsterdam (1/4e deel); 
Barthlemy Lourens Boijer de Camprieu, gehuwd met Geertruij Helena van de Velde, 't Haije (1/4e deel); 
Wilhelmina Kursteiner, geboren Pronck, Waalwijk (1/4e deel);
Het totaal aantal slaafgemaakten op de plantage bedroeg dat jaar 165, waarvan 92 van het vrouwelijk en 73 van het mannelijk geslacht.
Met de 'Slavery Abolition Act' schafte Engeland in 1833 de slavernij af in haar koloniën. Alle plantage-eigenaren werden hierbij schadeloos gesteld, tenminste wanneer zij een claim indienden bij de Britse overheid. Ook de Nederlandse eigenaren van Anna Clementia deden dit, in 1835. Op de plantage waren op dat moment 148 slaafgemaakten werkzaam, waarvoor in totaal 8.000 Britse ponden werden uitgekeerd. De geëmancipeerde slaven moesten evenwel nog vijf jaar in zogeheten apprenticeship; een 'leerperiode' van verplichte tewerkstelling, vergelijkbaar met de periode van staatstoezicht voor de Surinaamse geëmancipeerden na 1863.